# Ralph Erskine (Architekt)

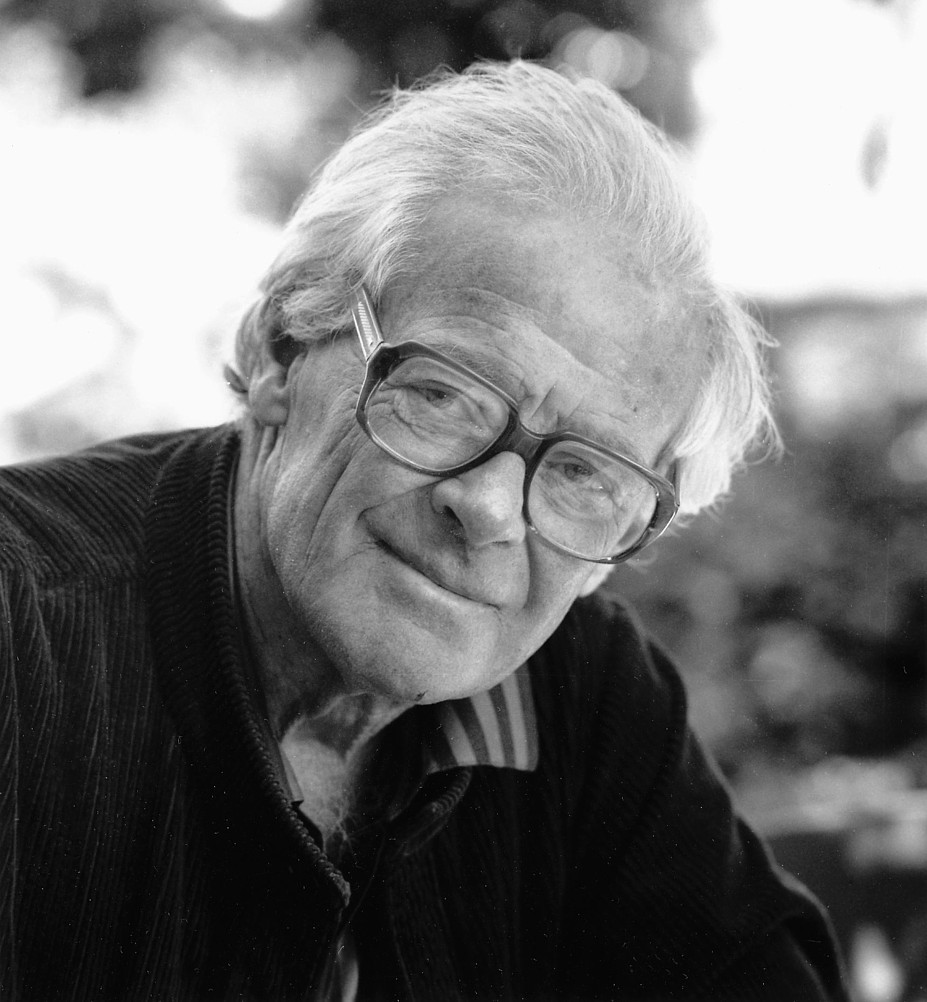
Ralph Erskine 1987

Ralph Erskine (* 24. Februar 1914 in Mill Hill/London, Großbritannien; † 16. März 2005 auf Lovön, Gemeinde Ekerö, Schweden) war ein britisch-schwedischer Architekt.

## Ausbildung

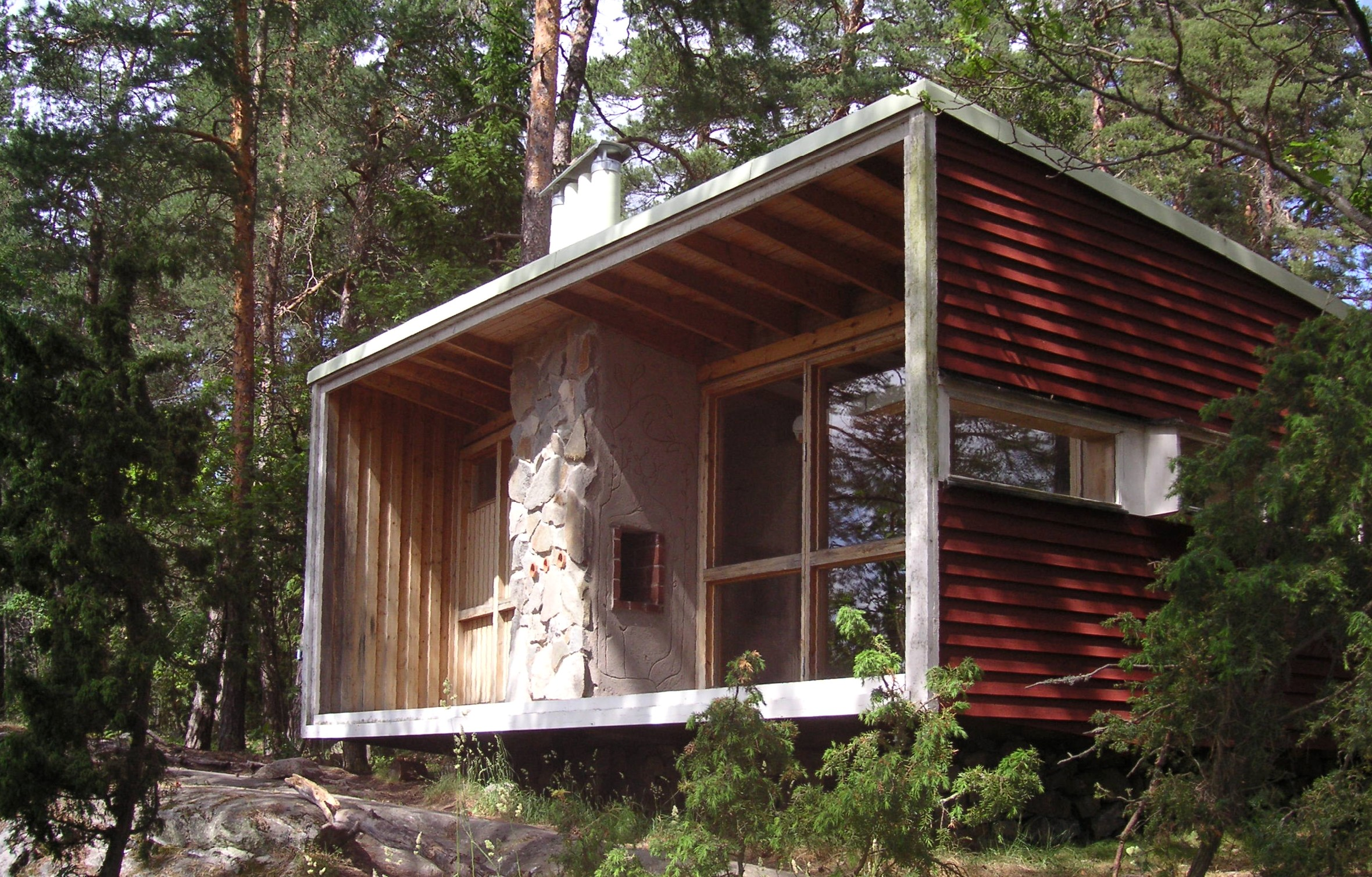
Lådan, die Schachtel 2007

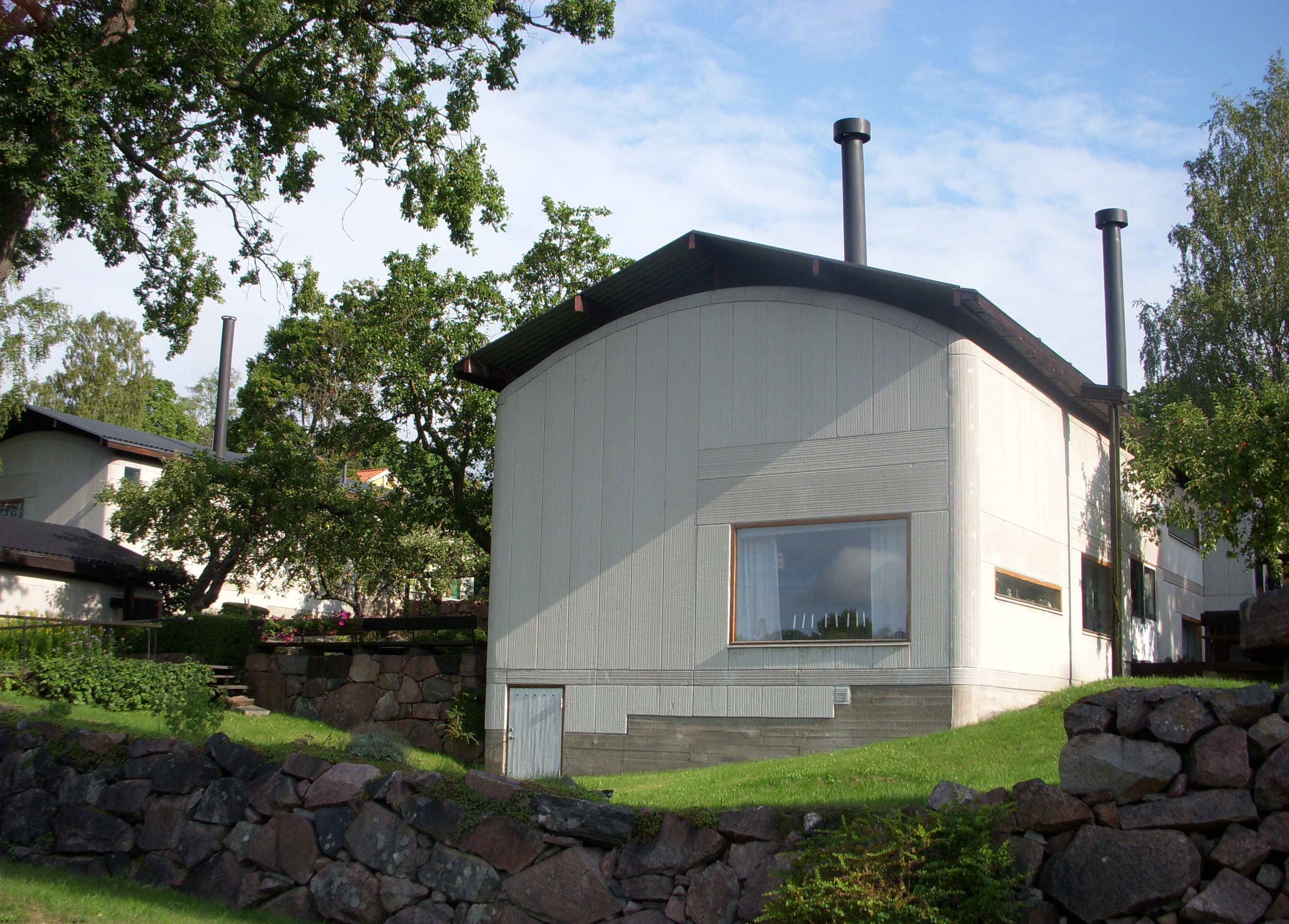
„Villa Erskine“ in Drottningholm

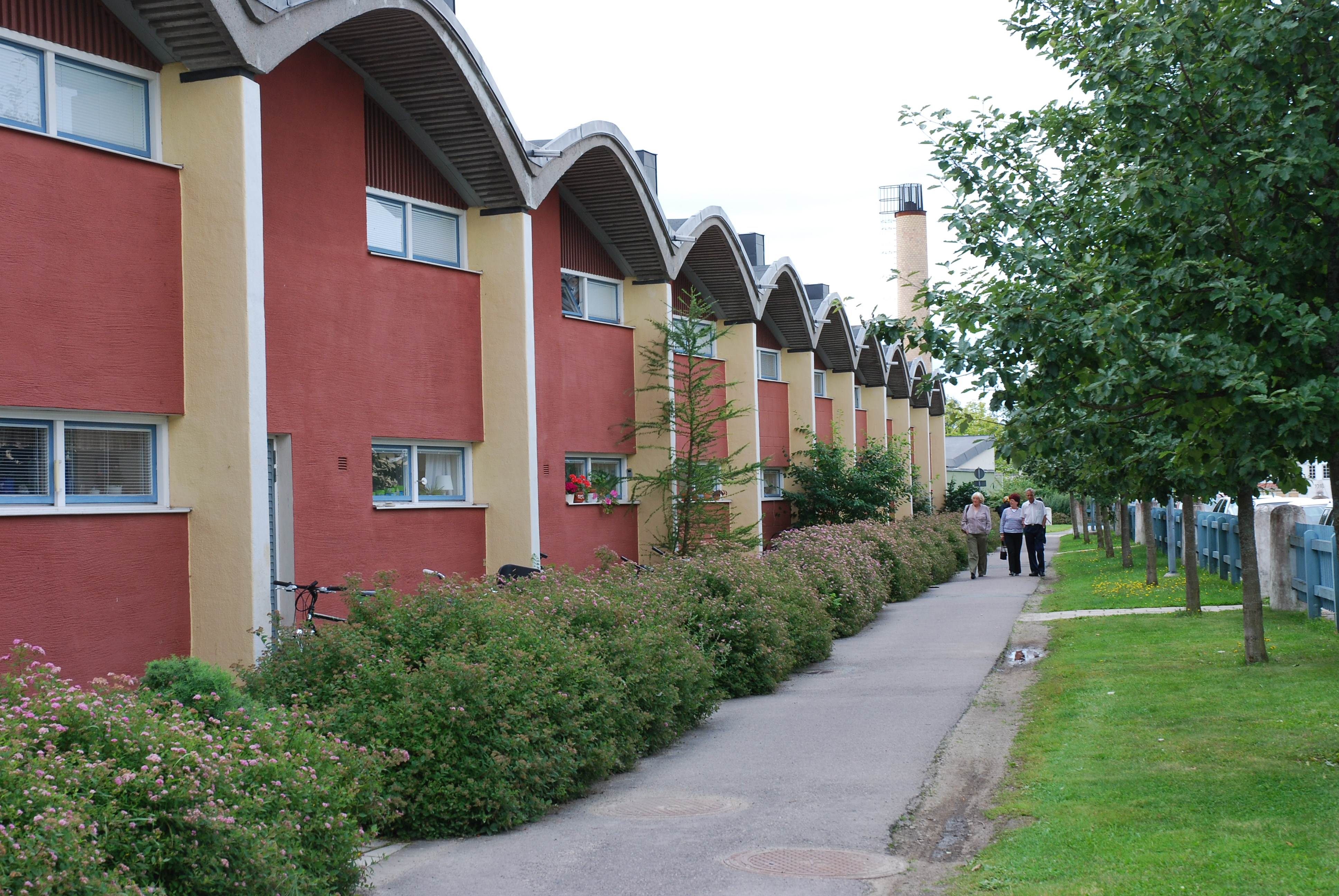
Häuser in Gyttorp, Nora

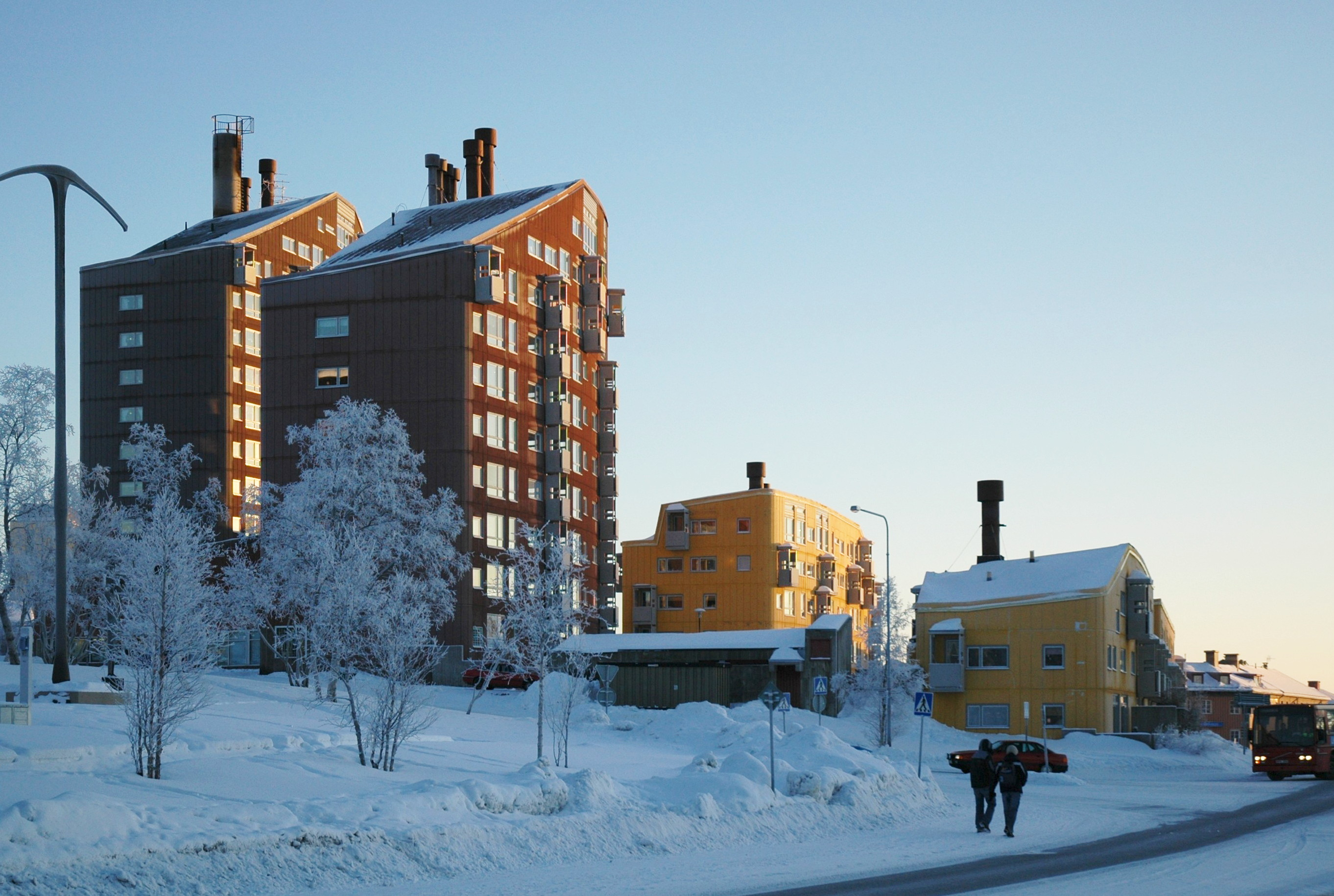
Kvarteret Ortdrivaren, Kiruna

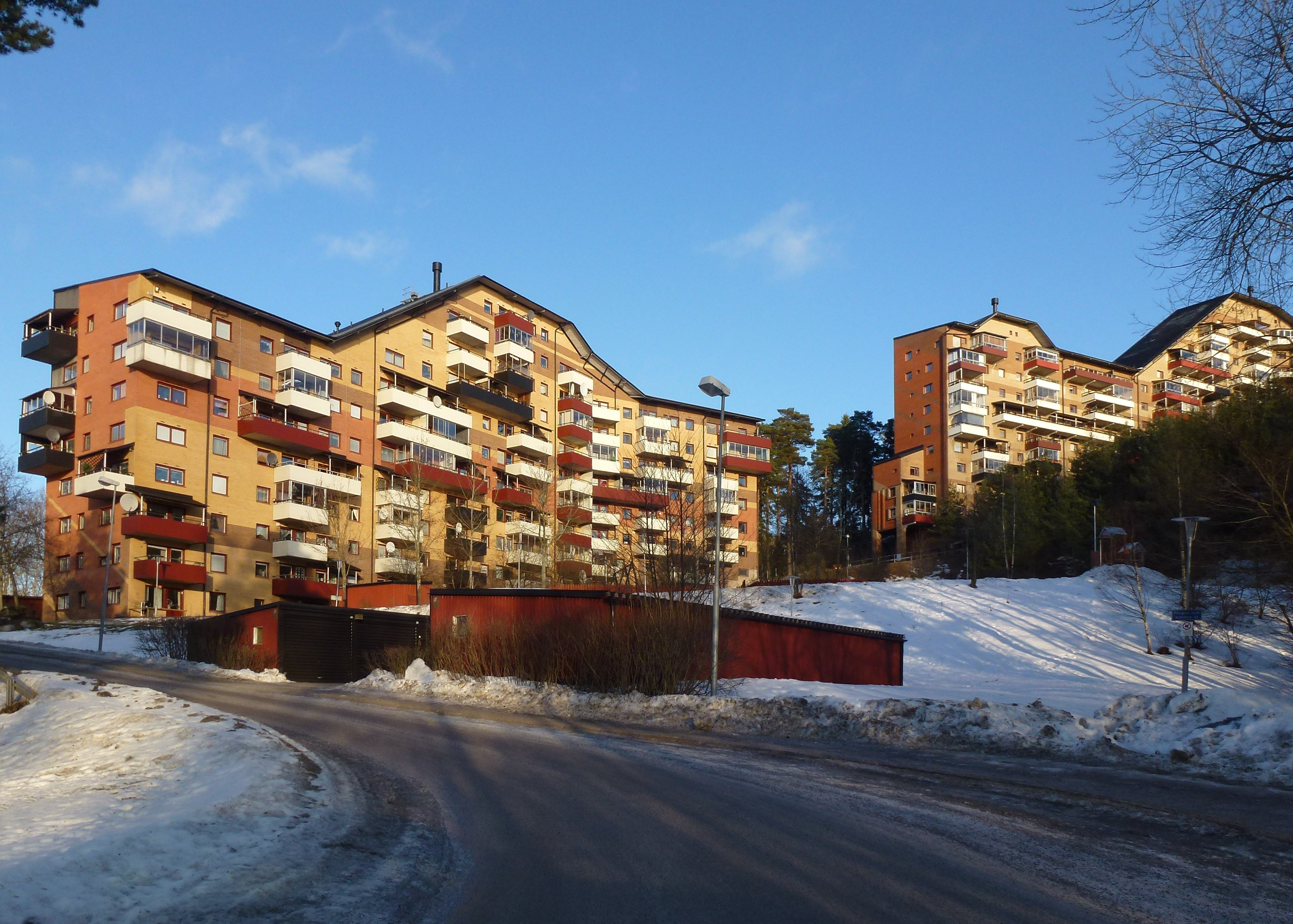
Myrstuguberget, Huddinge

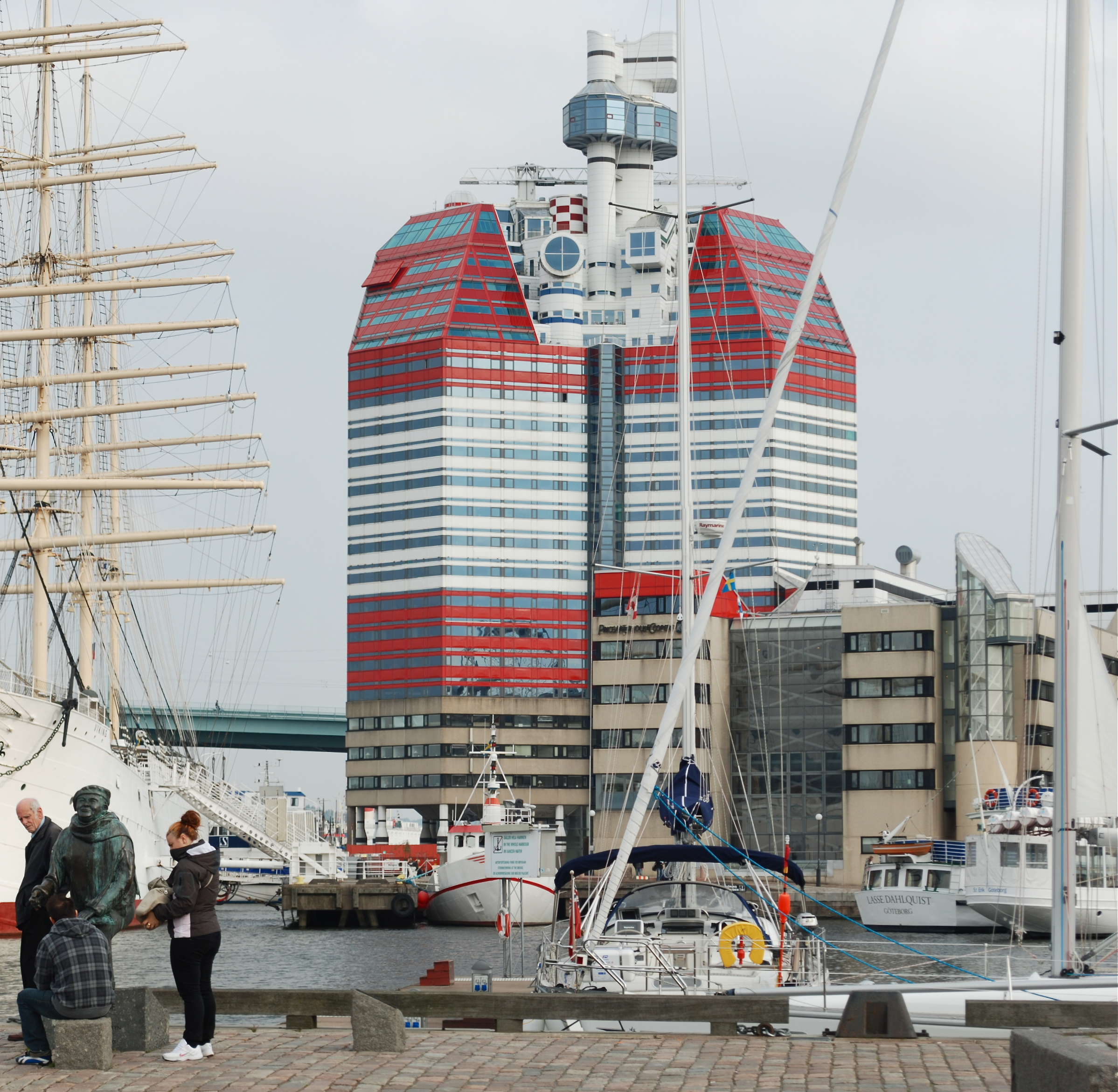
Skanskaskrapan, im Volksmund Läppstiftet genannt, in Göteborg

Nach seinem Studium am Regent Street Polytechnic in London kam Ralph Erskine 1939 via Dänemark nach Schweden, „mit Fahrrad, Rucksack und Schlafsack“ (The Times). Angelockt von der Information guter Freunde, dass Schweden geschulte Architekten brauche und dem aufblühenden Funktionalismus im Lande, ließ er sich in der Nähe von Stockholm nieder. Am 29. August 1939 heiratete er Ruth Francis, die aus England nachgekommen war. Drei Tage später brach der Zweite Weltkrieg aus und für den Pazifisten Erskine war das sicherlich auch ein beitragender Anlass, im neutralen Schweden zu bleiben.

## Lådan
Seine erste eigene Wohnung war schon ein typischer Erskine-Entwurf. Mit minimalen Mitteln baute er im kalten Kriegswinter 1941–1942 südlich von Stockholm, mitten in der unberührten Natur, für sich und seine Familie ein nur 20 m2 großes Häuschen, genannt lådan (die Schachtel). Die kleine Wohnfläche war jedoch optimal genutzt, das Bett der Eltern konnte beispielsweise an die Zimmerdecke gezogen und Erskines Zeichentisch an die Wand geklappt werden. Es gab weder Elektrizität noch fließend Wasser, aber einen Kräutergarten, sechs Bienenstöcke und einen Taubenschlag. Hier verbrachte Ralph Erskine mit Ehefrau Ruth, zwei Töchtern und ein paar Katzen vier Jahre. Lådan verfiel, wurde aber 1989 auf Ekerö wieder aufgebaut und wird heute vom Architekturmuseum betreut und gezeigt.

## Werk
Eine erste Anstellung im Bereich der Architektur fand Erskine 1937–39 bei dem Gartenstadtarchitekten Louis de Soissons. 1944/45 führte er sein Studium an der Königlichen Kunsthochschule in Stockholm fort. Ab 1942 arbeitete er mit dem Dänen Aage Rosenvold zusammen.
Der ehemalige Quäkerschüler blieb dem Land bis zu seinem Lebensende verbunden. Hier entstand auch ein Großteil seines Werks. Die damals progressive soziale Politik des skandinavischen Landes eröffnete Erskines Architekturvorstellungen eine weit reichende Realisierungsmöglichkeit. Es entstanden Wohnhäuser, Fabriken und städtebauliche Planungen für neue Stadtteile, darunter die Siedlungen Storvik und Gästrike-Hammarby (1947–1948), Sandviken (1951) und Avesta (1950–53). 1963 stand sein eigenes Heim in Drottningholm fertig, die Villa Erskine, mit dazugehörigem Architekturbüro.
Ende der sechziger Jahre erhielt er Bau- und Planungsaufträge in Großbritannien. Er realisierte hier ein Postgraduierten-College in Cambridge (1967) und die wegweisende Wohnsiedlung Byker bei Newcastle upon Tyne (1969), die Erskine auch international bekannt machte.
Erskines neuere Bauten sind unter anderem die Universitätsbibliothek Stockholm (1983), das Göteborger Skanskaskrapan (1989), das Stockholmer World Trade Center (1989), das Bürogebäude „Ark“ in London (1991) und das Millennium Village in Greenwich (seit 1998). Ralph Erskine, der auch als Hochschullehrer vielfältig gewirkt hat, erhielt 1975 die Ehrendoktorwürde der Universität Lund und im Jahre 1987 die Gold-Medaille des RIBA. Der Nordic Found stiftet alle zwei Jahre den Ruth and Ralph Erskine Prize für soziale und ökologische Innovationen. Erskine war Ehrenmitglied im Bund Deutscher Architekten.

## Bauten
- um 1940: Villa und Skihütte in Lissma[1]
- 1941–1952: Haus Erskine in Lissma[1]
- 1945–1955: Stadtteil in Gyttorp, Nora
- 1947–1948: Haus Nilsson in Storrik[1]
- 1947–1948: Weberei in Köping[1]
- ab 1947: Siedlung für Kopparfors in Gästrike-Hammarby[1]
- 1948: Touristenhotel in Borgafjäll
- 1950–1953: Siedlung in Fors[1]
- 1951: Siedlung für Kopparfors in Jädraas[1]
- 1954: Villa Tesdorpf in Skövde
- 1954: Einkaufszentrum in Luleå[1]
- 1955–1956: Haus in Lisö bei Stockholm[1]
- 1950–1955: Kartonfabrik in Fors
- 1961–1962: Kvarteret Ortdrivaren in Kiruna
- 1961: Haus Ström in Stocksund[1]
- 1961: Haus Gadelius in Lidingö[1]
- 1960–1968: Stadtquartier Brittgarden in Tibro[1]
- 1962–1968: Stadtteil „Der Barbier“ in Sandviken
- 1963 Villa Erskine auf Lovön, Gemeinde Ekerö
- 1969–1970: Stadtquartier esperanza in Landskrona[1]
- 1969–1981: Stadtteil Byker in Newcastle, England
- 1969: Brotfabrik in Malmö[1]
- 1970–1976: Siedlung Studland Park in Newmarket, England[1]
- 1973: Resolute Bay in Kanada
- 1977–85: Myrstuguberget in Vårby, Huddinge
- 1979–1983: Universitätsbibliothek Stockholm
- 1981: Allhuset für die Stockholmer Universität Frescati
- 1984: Wasa-Terminal in Stockholm
- 1991: Juristernas hus  für die Stockholmer Universität
- 1997: Aula Magna der Stockholmer Universität
- 1986–89: Skanskaskrapan, auch Läppstiftet (der Lippenstift) genannt, im Hafengebiet Lilla Bommen in Göteborg